# Гараев, Тамерлан Эльмар оглы
Тамерлан Эльмар оглы Гараев (азерб. Tamerlan Elmar oğlu Qarayev; род. 30 января 1952, Гасымлы, Агдамский район) — азербайджанский государственный деятель. Посол Азербайджана в Литве.

## Биография
Родился 30 января 1952 года в селе Гасымлы Агдамского района. В 1973 году окончил юридический факультет Азербайджанского государственного университета. В 1980 году окончил аспирантуру  Института философии и права НАНА. Кандидат юридических наук.
С 1993 года — доктор юридических наук, доцент.
С 1973 по 1978 год — государственный обвинитель следственного отдела Бакинской городской прокуратуры.
с 1978 по 1991 год — заместитель декана факультета юриспруденции Азербайджанского государственного университета.
С 1988 года участвовал в политической жизни Азербайджана. С 1988 по 1992 год являлся членом партии Народный фронт Азербайджана. С 1990 по 1992 год являлся председателем Верховного совета НФА.
С 1990 по 3 сентября 1993 года — депутат Верховного совета Азербайджана. 
С 1 ноября 1991 по 18 мая 1992 год — заместитель председателя Верховного совета Азербайджана.
С 18 мая 1992 по 3 сентября 1993 года — первый заместитель председателя Национального собрания Азербайджана.
3 сентября 1993 года сложил полномочия депутата Верховного совета Азербайджана.
Также 3 сентября 1993 года присвоен ранг чрезвычайного и полномочного посла.
Посол Азербайджана в Китае (3 сентября 1993 — 7 мая 2001). 
С 2001 по 2004 год являлся директором международной консалтинговой компании.
Посол Азербайджана в Индии (1 сентября 2004 — 15 сентября 2011). Одновременно являлся послом Азербайджана в Непале (28 марта 2006 — 15 сентября 2011), на Шри-Ланке (16 мая 2006 — 15 сентября 2011), в Бангладеш (6 июля 2006 — 15 сентября 2011), на Мальдивах (16 мая 2007 — 15 сентября 2011).
Посол Азербайджана в Индонезии (15 сентября 2011 — 13 декабря 2018). Одновременно являлся постоянным представителем Азербайджана при АСЕАН (26 октября 2011 — 13 декабря 2018), послом Азербайджана в Сингапуре (13 января 2012 — 13 декабря 2018), на Филиппинах (10 апреля 2012 — 13 декабря 2018), в Восточном Тиморе (10 февраля 2012 — 13 декабря 2018).
Посол Азербайджана в Литве (с 13 декабря 2018).
Владеет английским, русским, турецким языками.

## Награды
- Орден «За службу Отечеству» III степени (9 июля 2019 года) — за плодотворную деятельность в органах дипломатической службы Азербайджанской Республики[21]